# Continentale Deutsche Luftreederei
Die Continentale Deutsche Luftreederei GmbH, kurz CDL, war eine deutsche Fluggesellschaft mit Sitz in Hamburg.

## Geschichte und Flugziele

### Vorausgehende Ereignisse
Eine zentrale Person in der Geschichte der CDL ist der Portugiese Mario Ferreira. Dieser handelte anfangs im Auftrag der US-amerikanischen Eastern Aircraft Corporation in Europa mit Flugzeugen und Flugzeugersatzteilen und stieg später zum Hauptaktionär ebendieser Gesellschaft auf.
In seiner neuen Position verkaufte er der Hamburger Fluggesellschaft Aerotour zwei Douglas DC-4 (ehemalige militärische Douglas C-54B) und beteiligte sich über die Finanzmittel der Eastern Aircraft Corporation auch selbst an dem deutschen Unternehmen. Ferreira hatte der Aerotour zusätzlich weitere Kreditmittel und Finanzierungshilfen versprochen, die das Unternehmen jedoch nicht erhielt. Stattdessen sah sich die Hamburger Fluggesellschaft schon bald mit Problemen im Hinblick auf die Maschinen des Typs C-54B konfrontiert: Sie waren, anders als von Ferreira angepriesen, mit technischen Mängeln behaftet und machten dadurch einen gewinnbringenden Einsatz unmöglich.
Zwecks Sicherung neuer Finanzmittel wandte sich Ferreira zu diesem Zeitpunkt an die Bank für Gemeinwirtschaft; er gab vor, dass er als vermeintlicher Erbe der Ferraris bald Millionen erhalten würde. Die Bank gewährte ihm einen Teilkredit in Höhe von 1,5 Mio. Mark, für den sie sich die beiden C-54B sicherungsübereignen ließ. Trotz des Kredits verschlechterte sich die finanzielle Situation der Aerotour jedoch zusehends. Ferreira übernahm daraufhin, erneut mithilfe der Bank für Gemeinwirtschaft, die restlichen Gesellschaftsanteile der deutschen Fluggesellschaft. Ihr vormaliger Inhaber Helmut Krukenberg war gezwungen, die Gesellschaft zu verlassen, wenngleich das Unternehmen drei Wochen später, am 16. Dezember 1958, schließlich Insolvenz anmeldete. Die beiden Maschinen wurden von der Hamburger Flughafenverwaltung zur Sicherung ihrer offenen Forderungen gepfändet.

### Gründung, Aufstieg und Konkurs der CDL
Noch am Tag der Aerotour-Insolvenz gründete Ferreira in Übereinkunft mit der Bank für Gemeinwirtschaft ein neues Unternehmen, das als Auffanggesellschaft dienen sollte: die Continentale Deutsche Luftreederei. In den Augen seiner Finanziers war ein gewinnbringender Einsatz der beiden Douglas C-54B immer noch möglich – nicht wissend, dass Ferreira zu diesem Zeitpunkt auf ein diametral entgegengesetztes Vorhaben bedacht war. So sollte die neugegründete Gesellschaft alleine Verbindlichkeiten in Höhe von 2.775.000 Mark übernehmen, für die der Portugiese aus seiner Zeit als Aerotour-Inhaber persönlich haftete. Weil er trotz Wechsel- und Anlaufkrediten nicht imstande war, das Stammkapital von 200.000 Mark aufzubringen, ließ er sich im Namen der Eastern Aircraft Corporation einen Kredit über ebendiese Summe ausstellen. Kreditgeber war – erneut – die Bank für Gemeinwirtschaft, die auch die beiden gepfändeten Aerotour-C-54B bei der Hamburger Flughafenverwaltung auslöste und zu einem Ratenkaufpreis von 2 Mio. Mark neu an die CDL veräußerte.
Der operative Flugbetrieb konnte ungeachtet dessen aber gleichwohl nicht aufgenommen werden, verweigerte doch das Luftfahrt-Bundesamt die Erteilung der Betriebsgenehmigung. Zum einen lag das vorhandene Stammkapital unter der für Fluggesellschaften notwendigen Summe von 500.000 Mark, zum anderen befand sich die Gesellschaft im Mehrheitsbesitz von Ferreira – dies, obwohl Ausländer per Gesetz nur zu 49 % an bundesdeutschen Luftverkehrsgesellschaften beteiligt sein durften. Den Problemen entgegnete Ferreira, indem er Kontoauszüge fälschte und dem Hamburger Landgerichtsrat Helmut Schneider 51 % seiner Anteile an der CDL übertrug. Letzterer verließ die CDL jedoch im Angesicht der dubiosen Verhältnisse schon bald gegen eine Abfindung; seine Rolle wurde von dem späteren Hauptgeschäftsführer Kurt Franz Kraemer übernommen.
Nachdem sie am 11. Mai 1959 mit der Betriebsgenehmigung versehen worden war, transportierte die CDL zwischen Juni und Dezember desselben Jahres rund 77 Tonnen Fracht und 4000 Passagiere. Kraemer, die Wirtschaftsprüfer der CDL und seine Kollegen aus der Geschäftsleitung gaben am 13. Juli 1960 in einer Versicherung an Eides statt an, das notwendige Stammkapital sei vorhanden. Dabei ignorierten sie, dass die Bank für Gemeinwirtschaft die noch ausstehenden 255.000 Mark erst drei Tage später bereitstellen konnte. Ferreira hatte seine verbleibenden Geschäftsanteile in Höhe von 49 % und einem Gegenwert von 245.000 Mark inzwischen an die Bank für Gemeinwirtschaft übertragen, bevor er sich angesichts polizeilicher Ermittlungen nach Paris absetzte. Der im Auftrag des Bundesverkehrsministeriums agierende CDL-Aufsichtsratsvorsitzende Max Wachtel untersagte Ferreira schließlich die Tätigkeit in der Geschäftsleitung der CDL.
Nichtsdestoweniger gelang der CDL in der Folgezeit ein Einstieg in den Charter-Luftverkehr. Mit Passagier- und Frachtflügen nach Amerika, Afrika, Australien und in den Fernen Osten konnte die CDL 1961 einen Jahresumsatz von 11,5 Mio. Mark erzielen, sodass man zwei weitere Douglas C-54B auf Raten erwarb. Darüber hinaus beteiligte sich die Gesellschaft auch an der Operation der Vereinten Nationen in Kongo, wenngleich UNO-Kontrolleure auf einem der CDL-Flüge sieben Tonnen Handfeuerwaffen entdeckten. Diese waren durch ein Verschulden der belgischen Sabena an Bord gelangt. Zusätzlich ging das Unternehmen eine Kooperation mit der französischen Union Aéromaritime de Transport, kurz UAT, ein: Die beiden Gesellschaften transportierten unter Verwendung einer Douglas DC-6 Urlauber nach Mallorca. Im Jahre 1962 folgte eine weitere Douglas C-54B.
Zu diesem Zeitpunkt sah sich die CDL jedoch ebenfalls mit ersten Liquiditätsengpässen konfrontiert: Nicht nur konnten Treibstoffrechnungen nicht beglichen werden, auch stand aus der Kooperation mit der französischen UAT ein von der CDL zu zahlender Betrag in Höhe von 1 Mio. Mark aus. Erneut stellte die Bank für Gemeinwirtschaft ein Übergangsdarlehen in Höhe von 200.000 Mark aus, während die Kundenkreditbank die Restfinanzierung einer C-54B samt Pfandrechten übernahm. Der bereits 1961 anvisierte Umbau einiger C-54B in Maschinen des Typs Aviation Traders ATL-98 wurde ebenfalls fallen gelassen. Infolge von Triebwerksschäden, Maschinenausfällen, Vertragsbruch anderer Gesellschaften und der Untreue eines Mitarbeiters spitzte sich die finanzielle Situation der CDL weiter zu; ebenso verlor man Verträge über Frachtflüge im Gegenwert von 600.000 Mark, sodass sich unter anderem die nicht beglichenen Treibstoffrechnungen bei der Firma Esso gegen Ende des Jahres 1962 auf rund 468.000 Mark summierten. Überdies lastete in den Augen der Öffentlichkeit noch stets das Bild der gescheiterten Aerotour und das damit verbundene fehlende Vertrauen von Passagieren und Veranstaltern auf der CDL.
In Anbetracht des aufgebrauchten Stammkapitals versuchte die Geschäftsführung der CDL indes, mit der ebenfalls defizitären Air Lloyd Deutsche Nah-Luftverkehr zu fusionieren. Das Vorhaben scheiterte jedoch und so stellte die CDL am 12. Dezember 1962 zur Abwendung des Konkurses den Antrag auf ein Vergleichsverfahren. Auch dieses Bestreben schlug fehl – mehr als 4 Mio. Mark Schulden standen im Gegensatz zu zwei alten Douglas C-54B und dem Ersatzteillager – und so wurde schließlich unverzüglich das Insolvenzverfahren eröffnet. Die verbleibenden Vermögenswerte fielen dabei so gering aus, dass selbst Großgläubiger ihre Forderungen nur unvollständig decken konnten: Der Bank für Gemeinwirtschaft blieb nebst 100.000 Mark privaten Schulden Ferreiras ein Verlust in Höhe von weiteren 600.000 Mark.

## Flotte
Die Continentale Deutsche Luftreederei betrieb zur Zeit ihres Bestehens die nachstehenden fünf Maschinen:
| Flugzeugtyp          | Anzahl | Luftfahrzeugkennzeichen | Baujahr | in                     | außer                  | Verbleib                                                |
| Flugzeugtyp          | Anzahl | Luftfahrzeugkennzeichen | Baujahr | Dienst                 | Dienst                 | Verbleib                                                |
| -------------------- | ------ | ----------------------- | ------- | ---------------------- | ---------------------- | ------------------------------------------------------- |
| Douglas C-54         | 1      | D-ADAM                  | 1943    | 1961                   | 1963, Konkurs          | an Aviation Traders als G-ASKN, Umbau zur ATL-98        |
| Douglas C-54A        | 1      | D-AGUS                  | 1944    | 1962                   | 1963, Konkurs          | an Boreas Corporation als N4273A                        |
| Douglas C-54B        | 3      | D-ABEB                  | 1945    | 1959                   | 1961                   | Zerstört bei Absturz am 17. Juni 1961 in Kano (Nigeria) |
| Douglas C-54B        | 3      | D-ABEF                  | 1944    | 1959                   | 1962                   | an die französischen Luftstreitkräfte als 10454         |
| Douglas C-54B        | 3      | D-ANEK                  | 1944    | 1960                   | 1963, Konkurs          | an Aviation Traders als G-ASKD, Umbau zur ATL-98        |
| Douglas C-54D/R-5D-3 | 1      | D-AMAX                  | ?       | 1962, nicht abgenommen | 1962, nicht abgenommen | an Malta Metropolitan als VP-MAA                        |

## Zwischenfälle
- Am 17. Juni 1961 wurde die aus Tripolis kommende Douglas DC-4/C-54B mit dem Luftfahrzeugkennzeichen D-ABEB bei einem nächtlichen Anflug auf den Flughafen von Kano (Nigeria) in den Boden geflogen. Die gecharterte Maschine schlug rund 3,7 Kilometer vor der Landebahnschwelle auf und ging in Flammen auf, nachdem der verantwortliche Luftfahrzeugführer sich alleine auf die Anflugbefeuerung konzentriert und die Maschine damit bei unzureichender räumlicher Orientierung unter die notwendige Obstacle Clearance Altitude von 110 Metern pilotiert hatte. Einer der sieben Insassen wurde beim Aufschlag der Maschine von dem sich lösenden und die Kabine durchbohrenden Propeller Nummer 2 getroffen. Jegliche Rettungsversuche eines anderen Passagiers und der Cockpit-Besatzung blieben angesichts des vorherrschenden Feuers erfolglos. Weiter noch wurde beim Aufschlag ein Mechaniker aus der Maschine geschleudert, der sich aufgrund der Explosion eines Treibstofftanks schwere Verbrennungen zuzog. Die anschließende Untersuchung des Vorfalls ergab, dass die Ermüdung des Kommandanten und das versäumte Einschalten der Landescheinwerfer zu dem Unfall beigetragen hatten.[16][17]